# Episodi di Supersex
La serie televisiva Supersex, composta da 7 episodi, è stata interamente pubblicata sul servizio di streaming on demand Netflix il 6 marzo 2024
| n° | Titolo                 | Pubblicazione |
| -- | ---------------------- | ------------- |
| 1  | Il superpotere         | 6 marzo       |
| 2  | La carne               | 6 marzo       |
| 3  | L'animale              | 6 marzo       |
| 4  | Il sogno               | 6 marzo       |
| 5  | L'isola                | 6 marzo       |
| 6  | Resurrezione dei corpi | 6 marzo       |
| 7  | Ultimo viene il cazzo  | 6 marzo       |

## Il superpotere
- Diretto da: Matteo Rovere

### Trama
Parigi, 2004. Rocco Siffredi nel corso di una conferenza stampa annuncia l'addio delle scene spiazzando i cronisti: l'attore sta vivendo un dramma interiore poiché continua a ripensare alla morte del fratello.
Ortona. Rocco vive con la sua famiglia nel paese abruzzese e non ha un'infanzia facile ma vede nel fratello Tommaso, fidanzato con la bella Lucia, un modello da seguire. Il piccolo Rocco, in seguito alla morte di Claudio, trova una copia della rivista Supersex sul ciglio della strada e da lì comincia, con il supporto di Tommaso, la sua storia.
Lucia tradisce Tommaso, venendo scoperta da Rocco; quando questi informa il fratello più grande, la reazione è difficile: Tommaso sposa Lucia senza il consenso né la presenza della famiglia e decide di lasciare Ortona.

## La carne
- Diretto da: Francesca Mazzoleni

### Trama
Parigi, 1984-1987. Rocco, 19 anni, raggiunge il fratello Tommaso nella capitale francese dove, grazie a lui, inizia a lavorare in un ristorante e ha modo di iniziare a frequentare Sylvie. Con la ragazza francese Rocco ha il suo primo rapporto sessuale che sarà da dimenticare. Da lì in poi il ragazzo inizierà a frequentare diverse donne anche più mature di lui avendo scoperto di avere una grande dote.

## L'animale
- Diretto da: Francesco Carrozzini

### Trama
In un locale a luci rosse ha conosciuto Gabriel Pontello, protagonista e produttore porno francese degli anni ottanta che gli ha aperto le porte al porno. Dopo un debutto fallimentare, viene preso a pugni dal fratello che sospetta anche che abbia approfittato della sua assenza per prendersi sua moglie Lucia; la ragazza, che Tommaso fa prostituire da diverso tempo, effettivamente è rimasta incinta e chiede che Rocco venga mandato via di casa. 
Un giorno Rocco riceve una chiamata dalla madre la quale gli dice che gli zingari hanno preso di mira anche l’altro suo fratello Antonio, e così decide di tornare in Abruzzo, ma ha la peggio contro i rivali finendo in ospedale; uscito dalla struttura, torna dagli zingari chiarendo la faccenda e ottenendo il loro rispetto. Rocco, una volta tornato a Parigi, torna a “frequentare” diverse donne per impressionare Pontello sebbene abbia chiesto perdono a Sylvie, e chiede a Tommaso di non mandare più Lucia a prostituirsi. Dopo una prestazione convincente Pontello decide di dare un'altra occasione a Rocco.
Roma, 1987. Pontello presenta Rocco a Riccardo Schicchi e Moana Pozzi e di lì a poco diventa Rocco Siffredi.

## Il sogno
- Diretto da: Matteo Rovere

### Trama
1988. Rocco assiste estasiato a un’esibizione dal vivo di Moana. Pontello è geloso perché il suo editore sembra apprezzare Rocco soprattutto dopo che questo fa sesso con sua moglie. Rocco inizia ad avere successo nel porno e quando torna a Ortona viene rimproverato perché chi lo conosce si vergogna di lui. Rocco ha paura di prendere l’AIDS come tanti omosessuali e suoi colleghi e per questo si rivolge al suo medico. Tornato a Parigi, Rocco si presenta alla festa per la nascita del nipote appena nato, chiamato Claudio come il fratello morto; Tommaso, che da poco ha rilevato il ristorante presso il quale lavorava da anni come responsabile di sala, se la prende con lui e tra i due finisce di nuovo male tanto che Rocco viene mandato via da Lucia. Rocco litiga poi anche con Schicchi perché non riesce a contenersi fuori dal set facendo sesso con le colleghe.

## L'isola
- Diretto da: Francesca Mazzoleni

### Trama
Rocco ha una relazione complicata con una ragazza di nome Tina la quale rimane incinta per poi perdere il bambino. Dopo la rottura consumata con la ragazza durante la vacanza in Grecia, Rocco passa da Parigi dove pranza con Lucia prima di partire per Los Angeles.

## Resurrezione dei corpi
- Diretto da: Matteo Rovere

### Trama
Rocco fa ritorno ad Ortona per stare vicino alla madre gravemente malata. Anche Tommaso torna in città dopo essersi indebitato con il ristorante e Rocco tenta inutilmente di convincerlo a fare visita alla madre per un’ultima volta. Carmela muore dopo aver pronunciato il nome di Claudio, il figlio morto, davanti a Rocco. Al funerale presenzia Lucia ma anche Tommaso a distanza; il fratello di Rocco ha aperto un nuovo ristorante a Ortona che si chiama “da Carmela”. Rocco ritorna sulle scene scontrandosi con Lucia. Poco dopo Rocco viene premiato a Cannes come “miglior attore” della categoria mentre suo fratello Tommaso lo difende dalle dicerie degli zingari e questi reagiscono pestandolo e incendiando il suo locale.

## Ultimo viene il cazzo
- Diretto da: Francesco Carrozzini

### Trama
Rocco chiede a Rozsa Tassi di fare un film con lui e la giovane attrice ungherese, che diventerà sua moglie, accetta in un secondo momento; i due iniziano anche una relazione sentimentale che porta Rocco ad allontanarla a causa del suo lavoro. La donna però non ne vuole sapere di tornare in Ungheria e decide di continuare a stare con Rocco senza mai provare gelosia e anzi chiedendogli di fare un figlio.
Parigi, 2004. Dopo la conferenza stampa, Rocco incontra il fratello Tommaso che credeva morto da tempo. Lucia nel frattempo si sposa con Jean Claude e Tommaso si presenta fuori dalla chiesa puntando un’arma contro il rivale ma decide di non ucciderlo quando si vede davanti il figlio. I due fratelli passano ancora del tempo insieme e quando si congedano Rocco nota che Tommaso ha tutti i suoi poster appesi alla parete. 
Budapest, 2004. Rocco torna a casa e fa capire a Gabriele che vuole tornare in pista.